# گیلسویل (آلاباما)
گیلسویل (به انگلیسی: Gaylesville) شهری در شهرستان چروکی ایالت آلاباما است که مساحت آن ۰٫۸۹ کیلومتر مربع است و در سرشماری سال ۲۰۱۰ میلادی، ۱۴۴ نفر جمعیت داشته و تراکم جمعیتی آن، ۱۶۱٫۸ نفر در هر کیلومتر مربع بوده است.